# Teodoro Merino Martín "Tío Doro"
Teodoro Merino Martín (conocido como Tío Doro), Los Santos, Salamanca, 1907 - 1996, fue un cantador e instrumentista tradicional castellano. 

## Reseña biográfica
Teodoro Merino Martín, "Tío Doro", fue un cantador y músico tradicional de la villa de Los Santos (Salamanca), en su momento el mejor intérprete del instrumento tradicional conocido como "fuente" o "tenedores".
El Tío Doro se dedicó a la ganadería y la agricultura durante toda su vida, compaginándolo con su actividad musical tradicional. El etnólogo y folklorista salmantino Ángel Carril realizó grabaciones de su repertorio que fueron incluidas en su premiada Antología de la música tradicional salmantina. Entre dichas grabaciones se encuentran romances y coplas al son del perantón, danza popular del sur de la provincia de Salamanca y norte de la de Cáceres que se remonta al siglo XVIII.
En noviembre de 1986, el Tío Doro fue uno de los folkloristas participantes en las Primeras Jornadas de Folklore Salmantino, acompañando al grupo de Los Santos. En una entrevista publicada en La Gaceta de Salamanca, se le presentó de este modo:
El tío Teodoro de Los Santos, que cantó sus coplas y "perantones" picantes, acompañando al grupo de su pueblo. "Tengo mucho miedo a que esto se pierda —nos dijo en un apartado—, ya que cada día me encuentro con menos fuerzas", dice el tío Teodoro, pero todo es mentira, las piernas y el garrote se le van al ritmo de la gaita de "El Guinda", mientras regresábamos de la recepción ofrecida por el alcalde a todos los participantes en estas I Jornadas...

## Los tenedores
El instrumento en el que destacó el Tío Doro fue la fuente o tenedores: repiquetear unos tenedores metálicos sobre una media fuente vuelta del revés que hace de caja de resonancia. Con ella, conseguía unos ritmos de percusión de una gran riqueza que en ocasiones recuerdan el sonido de los crótalos o castañuelas africanas.